# Park Tadeusza Mazowieckiego w Warszawie
Park Jazdów – park w śródmieściu Warszawy, położony na skarpie warszawskiej w rejonie ul. Jazdów (pomiędzy al. Armii Ludowej oraz ulicami Myśliwiecką i Górnośląską)
W 2016 park został wyremontowany, zasadzono dodatkowe drzewa i krzewy, wyremontowano alejki i schody
W 2018 parkowi nadano nazwę park Tadeusza Mazowieckiego.